# Laurent Porchier
Laurent Porchier (født 27. juni 1968 i Bourg-de-Péage) er en fransk tidligere roer og olympisk guldvinder.

## Rokarriere
Porchiers første store resultat kom, da han var med til at vinde bronze ved letvægts-VM i 1991 i dobbeltfirer. Ved VM i 1997 var han med til at vinde sølv i firer uden styrmand, hvilket også var tilfældet i 1998, mens det blev til VM-bronze i 1999, i alle tre tilfælde med den danske firer som vinder.  Han stillede sammen med Jean-Christophe Bette, Yves Hocdé og Xavier Dorfman op i samme båd ved OL 2000 i Sydney, hvor den danske båd var favorit, men franskmændene vandt deres indledende heat og blev nummer to i deres semifinale, snævert besejret af australierne, og i finalen var franskmændene bedst og sejrede sikkert foran australierne, mens danskerne måtte nøjes med bronzemedaljerne.
Ved VM i 2001 var han med til at blive verdensmester i letvægtsotter, og hans sidste store resultat kom året efter, da han var med til at vinde VM-bronze i fireren.

## OL-medaljer
- 2000:  Guld i letvægtsfirer